# Маныч (Ики-Бурульский район)
Ма́ныч — посёлок (сельского типа) в Ики-Бурульском районе Калмыкии, административный центр Манычского сельского муниципального образования.
Основан в 1966 году на территории совхоза «Маныч»
Население — 396 (2012)

## История
17 мая 1966 года по решению Ики-Бурульского райисполкома № 90 на территории совхоза «Маныч» образован Манычский сельский Совет депутатов трудящихся. К созданному немногим ранее сельхозпредприятию отошли отгонные участки девяти колхозов Ставропольского края «Родина», «Россия», «Победа», «Ипатовский» и других, использовавшиеся сезонно. Совхоз одним из первых в районе стал заниматься орошаемым земледелием, сотни гектаров поливной пашни были введены хозяйственным способом, набирали силу растениеводство, откорм скота, мериносовое овцеводство.
В конце 1980-х в посёлке проживало около 650 человек

## Общая физико-географическая характеристика
Посёлок расположен в пределах хребта Чолун-Хамур Ергенинской возвышенности, на высоте около 180 метров над уровнем моря. Рельеф местности равнинный, посёлок расположен практически на водоразделе бассейна Азовского моря и бессточной области Западно-Каспийского бассейна. В 3,2 км к востоку от посёлка расположена высшая точка Калмыкии — гора Шаред. Гидрографическая сеть не развита: реки и озёра в окрестностях посёлка отсутствуют. Почвенный покров комплексный: распространены светло-каштановые солонцеватые и солончаковые почвы и солонцы (автоморфные)
По автомобильной дороге расстояние до столицы Калмыкии города Элиста составляет 95 км, до районного центра посёлка Ики-Бурул — 24 км.
Климат
Климат континентальный, засушливый, с жарким летом и относительно холодной и малоснежной зимой (согласно классификации климатов Кёппена — Dfa). Среднегодовая температура воздуха положительная и составляет + 9,5 °C, средняя температура самого жаркого месяца июля + 24,1 °С, самого холодного месяца января — 5,1 °С. Расчётная многолетняя норма осадков — 322 мм. Наименьшее количество осадков выпадает в феврале (норма осадков — 16 мм). Наибольшее количество — в июне (48 мм).
Часовой пояс
Маныч, как и вся Республика Калмыкия, находится в часовой зоне МСК (московское время). Смещение применяемого времени относительно UTC составляет +3:00.

## Население
| 2002 | 2010 | 2012 |
| ---- | ---- | ---- |
| 394  | ↘318 | ↗396 |

### Национальный состав
Посёлок многонационален. Большинство населения составляют калмыки и даргинцы, также проживают русские, аварцы, лезгины, чеченцы, грузины, корейцы, казахи, туркмены, кумыки, черкесы и другие

## Социальная сфера
Действуют средняя школа, сельский дом культуры, построенный в 1985 году. Посёлок газифицирован, имеется водопровод.